# Arius africanus
Arius africanus es una especie de pez de la familia Ariidae en el orden Siluriformes.

## Morfología
Los machos pueden llegar alcanzar los 45 cm de longitud total.

## Distribución geográfica
Se encuentra en el río Pangani (Tanzania) y estuarios de Madagascar.